# Frank A. Hazelbaker
Frank A. Hazelbaker (eigentlich Francis A. Hazelbaker; * 15. Januar 1878 in Mound City, Kansas; † 6. Juli 1939) war ein US-amerikanischer Politiker. Zwischen 1929 und 1933 war er Vizegouverneur des Bundesstaates Montana.

## Werdegang
Die Quellenlage über Frank Hazelbaker ist sehr schlecht. Er kam um das Jahr 1897 aus Kansas nach Montana, wo er sich in der Stadt Dillon niederließ. Dort absolvierte er die State Normal School. Später arbeitete er zunächst als Lehrer und dann im Handel. Gleichzeitig schlug er als Mitglied der Republikanischen Partei eine politische Laufbahn ein. Zwischen 1921 und 1929 saß er im Senat von Montana.
1928 wurde Hazelbaker an der Seite von John Edward Erickson zum Vizegouverneur von Montana gewählt. Dieses Amt bekleidete er zwischen 1929 und 1933. Dabei war er Stellvertreter des Gouverneurs und Vorsitzender des Staatssenats. In den Jahren 1932 und 1936 kandidierte er erfolglos für das Amt des Gouverneurs. Danach verliert sich seine Spur. Sein 1912 geborener Sohn Frank wurde ebenfalls Politiker und gehörte beiden Kammern der Montana Legislature an.